# T.I.
Клиффорд Джозеф Харрис-младший (англ. Clifford Joseph Harris, Jr.; род. 25 сентября 1980, Атланта), более известный под псевдонимом T.I. (рус. Ти-Ай) или T.I.P. (рус. Ти-Ай-Пи) — американский рэпер, актёр и продюсер.

## Биография
Первоначально писал тексты для других рэперов, выступал вместе с командой P$C (Pimp Squad Click). В 2003 году был приговорён к трём годам заключения за хранение наркотиков. В мае 2006 года, находясь в Цинциннати, попал в перестрелку, в ходе которой огнестрельные ранения получили четыре человека из его сопровождения, один из них погиб.
В апреле 2006 года T.I. провозгласил себя «Королём Юга» и выпустил альбом «King», который стал самым кассовым рэп-альбомом года и наиболее коммерчески успешным проектом лейбла Atlantic Records за последние 15 лет. Выпущенный из этого альбома сингл «What You Know» достиг 3-го места в Billboard Hot 100 и был назван журналом Rolling Stone одним из четырёх лучших треков года.
Осенью 2006 года рэпер возглавил американские чарты с песней «My Love», записанной вместе с Джастином Тимберлейком и отмеченной премией «Грэмми» за лучшее рэп-исполнение в дуэте. Основатель кинокомпании Grand Hustle Films, дебютировал как актёр в фильме «Вне закона» (2006).

### 2001 — I’m Serious
В октябре T.I. выпускает свой дебютный альбом «I’m Serious», однако эта пластинка не привлекла к себе особого внимания. Альбом разошёлся тиражом более 163 000 копий. Из альбома был выпущен единственный сингл с таким же названием «I’m Serious» при участии Bennie Man. Также на него было снято видео, но огромного успеха эта композиция не принесла. Фаррелл, спродюсировавший сингл в альбоме, назвал T.I.’я «Jay-Z of The South».

### 2003 — Trap Muzik

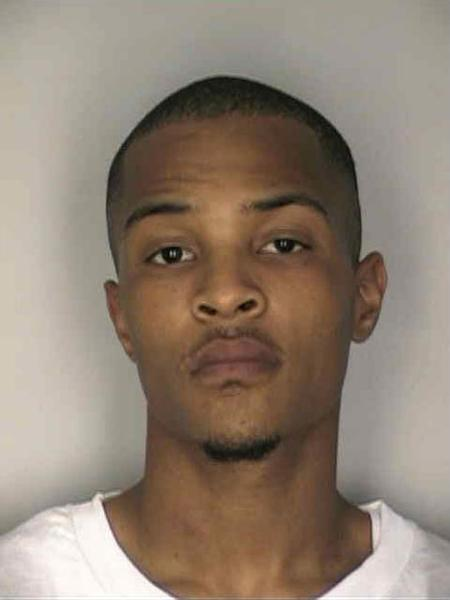
Фотография, сделанная после ареста рэпера в Тампе, 2003 год

Лейбл Atlantic Records замечает T.I.’я, благодаря чему рэпер основывает свой лейбл Grand Hustle Records под их крылом. И уже в августе выпускает свой второй по счёту альбом «Trap Muzik» (с англ. — «Барыжная музыка»; trap — место, где торгуют наркотиками). Альбом дебютирует под № 4 в Billboard 200, продав 109 000 дисков только в первую неделю. Альбом оказался успешным и к концу года получил золотой статус (500 000 копий). В альбоме присутствуют такие хиты как «Let’s Get Away», «Rubberband Man» и «24’s». Эти песни играли на радиостанциях и в клубах Атланты, а трек «24’s» вошёл в саундтрек популярной игры «Need for Speed: Underground».
Успех диска омрачается тюремным сроком на три года, из-за того, что T.I. нарушил условия своего испытательного срока, который он получил ещё в 1997 году, когда занимался торговлей наркотиками (тогда он получил условный срок). Однако вскоре T.I. был досрочно освобождён. Спустя несколько лет диск получил платиновый сертификат RIAA (было продано более 1 млн копий).

### 2004—2005 — Urban Legend
В ноябре 2004 года выходит новый альбом рэпера «Urban Legend» (с англ. — «Городская легенда»). Альбом дебютировал на 7-м месте в Billboard 200, его покупают 193 000 человек в первую неделю. В своём 3-м альбоме T.I. собрал множество знаменитых музыкантов: Nelly, B.G., Lil Jon, Lil’ Kim, Лил Уэйн, Фаррелл, Trick Daddy и битмейкеров: DJ Toomp, Jazze Pha, Мэнни Фреш, Скотт Сторч, The Neptunes, Lil Jon, Swizz Beatz. Альбом получился ещё успешнее и также как и предыдущий достиг золотого статуса в конце года, а в марте 2005 года получил платиновый сертификат RIAA. Первый сингл «Bring Em Out», который спродюсировал Swizz Beatz, достиг № 9 в чарте Billboard Hot 100 (это было первое попадание песни T.I.’я в 10-ку Billboard). Второй сингл «U Don’t Know Me» был номинирован на церемонии MTV Video Music Awards как «Лучшее рэп-видео». Две эти композиции получили платиновый статус и T.I. исполнил их вживую на ежегодной церемонии BET Awards в 2005 году.
В сентябре 2005 года группа T.I.’я P$C (Pimp Squad Click) выпускает свой первый альбом «25 to Life», который купили более 200 000 человек. Было выпущено два сингла — «Do Ya Thang», вошедший в саундтрек популярной игры «Need for Speed: Most Wanted» и «I’m A King» при участии южного рэпера Lil’ Scrappy, вошедший в саундтрек фильма Hustle & Flow (продюсером трека был Lil Jon).
В 2006 году состоялась 48-я церемония «Грэмми». T.I. получил две первые номинации «Грэмми»: «Лучшее сольное рэп-исполнение» (песня «U Don’t Know Me») и «Лучшее рэп/песенное совместное исполнение» (песня «Soldier» с группой «Destiny’s Child» и Лил Уэйном). Также одну из первых номинаций T.I. получил и от премии American Music Awards 2005 года в категории «Лучший рэп/хип-хоп альбом».

### 2006 — King
В марте выходит 4-й альбом T.I. — «King». Альбом оказался невероятным прорывом в карьере T.I. Альбом дебютировал под № 1 в чарте Billboard 200, продав при этом 523 407 копий диска в первую неделю, что служило доказательством того, что этот альбом стал самой кассовой рэп-пластинкой года и наиболее коммерчески успешным проектом лейбла Atlantic Records за последние 15 лет. Платину альбом получил уже через месяц. Погостили у него в альбоме: UGK, Джейми Фокс, Young Jeezy, Young Buck, Young Dro, Фаррелл, Common, Just Blaze, Мэнни Фреш, DJ Toomp, Swizz Beatz, The Neptunes. Из альбома было выпущено 5 синглов: «Front Back» (промо), «What You Know», «Why You Wanna», «Live in the Sky», а также «Top Back». На все эти песни были сняты видеоклипы. Самым успешным с пластинки синглом был «What You Know», достигнувший 3-го места в Billboard Hot 100 и он был назван журналом VIBE лучшей песней 2006 года, также трек был назван журналом Rolling Stone одним из четырёх лучших треков года. T.I. исполнил вживую свой хит «What You Know» на церемонии BET Awards и MTV Video Music Awards 2006 года. А на церемонии BET Hip-Hop Award 2006 артист выиграл в почётных номинациях: «Hip-Hop CD of the Year», «Hip-Hop MVP of the Year», «Hip-Hop Video of the Year» опять же за «What You Know» и исполнил вживую другой свой сингл «Top Back». Если раньше многие не считали, что звание «Короля Юга» достоин носить именно он, то он оправдал это. В мае 2006 после выступления в Цинциннати был обстрелян автобус артиста. Огнестрельные ранения получили четыре человека из его сопровождения, но один из них погиб.
В ноябре 2006 года состоялась 34-я церемония награждений премии American Music Awards, от которой T.I. получил две номинации: «Лучший рэп/хип-хоп исполнитель», но победить в номинации не удалось, её выиграл Eminem, и «Лучший рэп/хип-хоп альбом» в которой одержали победу The Black Eyed Peas за свой альбом Monkey Business.
В 2007 году состоялась 49-я церемония «Грэмми», где T.I. получил 2 первые статуэтки «Грэмми». Его альбом «King» был номинирован как «Лучший рэп-альбом», а композиция «What You Know» победила в номинации «Лучшее сольное рэп-исполнение» и была номинирована в категории «Лучшая рэп-песня». Кроме того T.I. и Джастин Тимберлейк на церемонии исполнили их мировой хит «My Love», который победил в номинации «Лучшее рэп-исполнение в дуэте» и возглавлял американский чарт Billboard Hot 100 осенью 2006 года на протяжении 5 недель.

### 2007 — T.I. vs T.I.P
В июле на прилавках появляется 5-й альбом «T.I. vs T.I.P». T.I. повторил прошлогодний успех. Альбом также дебютировал на позиции № 1 в Billboard 200 и продался тиражом 468 000 дисков в первую неделю, что уступает его альбому «King», но с учётом падения продаж дисков в 2007, несёт примерно такой же результат. Работать над альбомом ему помогали Jay-Z, Alfa Mega, Баста Раймс, Nelly, Эминем, Вайклеф Жан, Мэнни Фреш, Lil’ C, Danja, Just Blaze и The Runners. Это был первый альбом, где не было продакшна от DJ Toomp. Было выпущено только три сингла: «Big Shit Poppin’ (Do It)», «You Know What It Is» и «Hurt». Песня «Big Shit Poppin’ (Do It)» достигла 9-го места в Billboard Hot 100 и на церемонии BET Awards 2007 он исполнил её вживую, а также получил приз как «Лучший хип-хоп-артист». T.I. был номинирован на MTV Video Music Awards 2007 как «Мужской артист года». В день церемонии BET Hip-Hop Awards 2007 T.I. должен был исполнить песню «Hurt» вместе с Баста Раймсом и Alfamega, но не смог появиться на концерте, поскольку был арестован за незаконную покупку оружия. Песню исполнили без него, но для всех стало неожиданостью, что T.I.’я арестовали. На этой церемонии он выиграл в номинации «Лучший рингтон» (за «Big Shit Poppin’ (Do It)»). А вот приз «CD года» получил не только он, а ещё и Common.
2007 год был удачным и на первые награды от премии American Music Awards, T.I. получил сразу две: «Лучший рэп/хип-хоп альбом» и «Лучший рэп/хип-хоп исполнитель».
В 2008 году Клиффорд был номинирован на три награды «Грэмми»: «Лучшее сольное рэп-исполнение» (за «Big Shit Poppin’ (Do It)»), «Лучшая рэп-песня» (за «Big Shit Poppin’ (Do It)») с Byron Thomas и «Лучший рэп-альбом» (за «T.I. vs. T.I.P»).

### 2008 — Paper Trail
После нескольких переносов даты релиза, 6-й альбом T.I.’я, «Paper Trail», вышел 30 сентября 2008 года. Для этого альбома T.I. впервые за несколько лет записывал текст на бумаге, что и подсказало название. Большую часть материала T.I. записал у себя дома на студии, потому что был под домашним арестом из-за событий, произошедших с ним в 2007 году. Продюсеры альбома — Danja, Just Blaze, Jim Jonsin, Swizz Beatz; гостями выступили Jay-Z, Лил Уэйн, Канье Уэст, Рианна, Джастин Тимберлейк, Ашер, Джон Ледженд, Ludacris, B.o.B и Swizz Beatz. Синглами вышли песни «Whatever You Like» (рекордный подъём с 71-го на 1-е место в чарте Billboard Hot 100), «Live Your Life» при участии Рианны (3 недели № 1 в чарте Billboard Hot 100) и «Dead and Gone» при участии Джастина Тимберлейка (№ 2 в чарте Billboard Hot 100). Альбом стал одним из самых продаваемых в 2008 году и получил платиновый сертификат RIAA. По результатам продаж он побил рекорд его же альбома «King». Также альбом получил номинацию от премии American Music Awards 2009 года: «Лучший рэп/хип-хоп альбом», а сам Клиффорд был номинирован в номинации «Лучший рэп/хип-хоп исполнитель» и получил номинацию в общей категории жанров музыки — «Лучший поп/рок исполнитель».

### 2010 — No Mercy
«No Mercy», седьмой студийный альбом T.I., первоначально был запланирован к выпуску в августе, затем сентябре 2010 года. Окончательный релиз состоялся 7 декабря 2010 года. Продажи альбома стартовали с отметки 159 000 копий (4-е место в чарте Billboard 200). Альбом был доброжелательно принят критиками. К работе над пластинкой были привлечены различные продюсеры, среди которых Канье Уэст, Alex da Kid, DJ Toomp, The Neptunes и другие. Как и в случае с предыдущим альбомом, «No Mercy» отличается большим количеством приглашённых исполнителей, среди которых Кристина Агилера, Кери Хилсон, Крис Браун, Эминем, Канье Уэст, Дрейк, Рик Росс, Кид Кади и другие.
1 января 2012 года T.I. выпустил бесплатный микстейп «Fuck Da City Up», в записи которого приняли участие Young Jeezy, Dr. Dre, Trey Songz, B.o.B, Pimp C и другие.

## Дискография
- 2001 — I’m Serious
- 2003 — Trap Muzik
- 2004 — Urban Legend
- 2006 — King
- 2007 — T.I. vs. T.I.P.
- 2008 — Paper Trail
- 2010 — No Mercy
- 2012 — Trouble Man: Heavy Is the Head
- 2014 — Paperwork
- 2018 — Dime Trap
- 2020 — The L.I.B.R.A.

## Фильмография
| Год       |   | Русское название              | Оригинальное название | Роль         |
| --------- | - | ----------------------------- | --------------------- | ------------ |
| 2006      | ф | Вне закона                    | ATL                   | Рашад Суонн  |
| 2007      | ф | Гангстер                      | American Gangster     | Стиви Лукас  |
| 2010      | ф | Мальчики-налётчики            | Takers                | Призрак      |
| 2012      | с | Босс                          | Boss                  | Трей Роджерс |
| 2012—2014 | с | Свободные леди                | Single Ladies         | Люк          |
| 2013      | ф | Поймай толстуху, если сможешь | Identity Thief        | Джулиан      |
| 2014      | с | Обитель лжи                   | House of Lies         | Лукас Фрей   |
| 2015      | ф | Крепись!                      | Get Hard              | Расселл      |
| 2015      | ф | Человек-муравей               | Ant-Man               | Дэйв         |
| 2015      | ф | Антураж                       | Entourage             | самого себя  |
| 2017      | ф | Бессонная ночь                | Sleepless             | Шон Касс     |
| 2018      | ф | Человек-муравей и Оса         | Ant-Man and The Wasp  | Дэйв         |
| 2021      | ф | Охотник на монстров           | Monster Hunter        | Линк         |